# Sid Luckman
Sidney Luckman (Brooklyn, 21 novembre 1916 – Miami Beach, 5 luglio 1998) è stato un giocatore di football americano statunitense.
Giocò per i Chicago Bears nella NFL nel ruolo di quarterback dal 1939 al 1950 con cui visse 4 titoli NFL. Luckman era considerato il miglior passatore a lungo raggio della sua epoca. Egli vinse il premio di miglior giocatore della NFL nel 1943 e il vincitore del Premio Pulitzer Ira Berkow descrisse Luckman come "il primo grande quarterback da T-formation". Dopo il suo ritiro dal campo di gioco, Luckman continuò a restare nel mondo del football fornendo aiuto agli allenatori universitari e concentrandosi sull'aspetto dei passaggi nel gioco.

## Carriera professionistica

### Chicago Bears
Luckman fu scelto come secondo assoluto nel Draft NFL 1939 dai Chicago Bears. Dal 1940 al 1947, Sid Luckman guidò i Bears alla vittoria in quattro delle cinque finali NFL disputate. Una famosa vittoria durante quel periodo fu il 73–0 inflitto ai favoriti Washington Redskins al Griffith Stadium nella finale del 1940; tale punteggio è ancora oggi il record NFL per il maggior scarto durante una partita. Il record di Luckman per yard passate nella storia della franchigia è stato superato solo nel 2013 dai Jay Cutler

## Palmarès

### Franchigia
- Campione NFL: 4

1940, 1941, 1943, 1946

### Individuale
- MVP della NFL: 1

1943
- All-Pro: 5

1941, 1942, 1943, 1944, 1947
- Leader della NFL in passaggi da touchdown: 3

1943, 1945, 1946
- Record NFL per passaggi da touchdown in una gara - 7
- Formazione ideale della NFL degli anni 1940
- Numero 42 ritirato dai Bears
- Classificato al #33 tra i migliori cento giocatori di tutti i tempi da NFL.com
- Pro Football Hall of Fame (classe del 1965)
- College Football Hall of Fame (classe del 1960)

### Statistiche
| Anno   | Squadra       | G   | Comp | Ten   | Yard   | %     | TD  | INT | Rat   |
| ------ | ------------- | --- | ---- | ----- | ------ | ----- | --- | --- | ----- |
| 1939   | Chicago Bears | 11  | 23   | 51    | 636    | 45.1% | 5   | 4   | 91.6  |
| 1940   | Chicago Bears | 11  | 48   | 105   | 941    | 45.7% | 4   | 9   | 54.5  |
| 1941   | Chicago Bears | 11  | 68   | 119   | 1,181  | 57.1% | 9   | 6   | 95.3  |
| 1942   | Chicago Bears | 11  | 57   | 105   | 1,023  | 54.3% | 10  | 13  | 80.1  |
| 1943   | Chicago Bears | 10  | 110  | 202   | 2,194  | 54.5% | 28  | 12  | 107.5 |
| 1944   | Chicago Bears | 7   | 71   | 143   | 1,018  | 49.7% | 11  | 12  | 63.8  |
| 1945   | Chicago Bears | 10  | 117  | 217   | 1,727  | 53.9% | 14  | 10  | 82.5  |
| 1946   | Chicago Bears | 11  | 110  | 229   | 1,826  | 48%   | 17  | 16  | 71.0  |
| 1947   | Chicago Bears | 12  | 176  | 323   | 2,712  | 54.5% | 24  | 31  | 67.7  |
| 1948   | Chicago Bears | 12  | 89   | 163   | 1,047  | 54.6% | 13  | 14  | 65.1  |
| 1949   | Chicago Bears | 11  | 22   | 50    | 200    | 44%   | 1   | 3   | 37.1  |
| 1950   | Chicago Bears | 11  | 13   | 37    | 180    | 35.1% | 1   | 2   | 38.1  |
| Totale | Totale        | 128 | 904  | 1,744 | 14,685 | 51.8% | 137 | 132 | 75.0  |